# Oxyeleotris selheimi
Oxyeleotris selheimi is een straalvinnige vissensoort uit de familie van de slaapgrondels (Eleotridae). De wetenschappelijke naam van de soort is voor het eerst geldig gepubliceerd in 1884 door Macleay.